# 日本紫珠
日本紫珠（学名：Callicarpa japonica）是唇形科紫珠属的植物。别名紫珠，日本名為紫式部。

## 形态
落叶直立灌木。狭倒卵形至卵状椭圆形的叶子对生，变异大，上半部边缘有粗锯齿，两面通常无毛；聚伞花序腋生，秋季开白色花；紫色小球形果实。
此物種的果實與白棠子樹（Callicarpa dichotoma）相似。

## 分布
分布于朝鲜、台灣、日本以及中国大陆的河北、山东、贵州、四川、湖北、江西、湖南、安徽、辽宁、江苏、浙江等地，生长于海拔220米至850米的地区，一般生于山坡以及谷地溪旁的丛林中，目前尚未由人工引种栽培。

## 异名
- Callicarpa japonica Thunb. f. kiruninsularis Masam.
- Callicarpa japonica Thunb. var. luxurians Rehd.